# Lubomír Hrouda
Lubomír Hrouda (* 8. prosince 1945 Písek) je český botanik. Působí na Přírodovědecké fakultě Univerzity Karlovy (dříve působil i na Pedagogické fakultě University Karlovy). V letech 1969–1990 pracoval v Botanickém ústavu ČSAV. Působil také na univerzitě v Českých Budějovicích. Podílel se na řadě knih a odborných publikací v oboru, specializuje se na cévnaté rostliny.